# Дэвис, Генри
Генри Гассауэй Дэвис (англ. Henry Gassaway Davis; 16 ноября 1823 — 11 марта 1916) — американский политик и бизнесмен, сенатор от Западной Вирджинии с 1871 по 1883 год. Известен как кандидат от Демократической партии на пост вице-президента США на выборах 1904 года.
Дэвис родился на ферме в округе Хауард в штате Мэриленд и стал руководителем железной дороги, прежде чем занялся добычей угля и банковским делом, став основателем «Угольной и железнодорожной компании Потомака и Пьемонта» (англ. Potomac and Piedmont Coal and Railway Company). Он работал в обеих палатах Законодательного собрания Западной Вирджинии, после чего стал сенатором. Его младший брат, Томас Биалл Дэвис, также работал в Конгрессе. После окончания срока полномочий в Сенате Дэвис продолжил развивать свой бизнес. В партнерстве со своим зятем, Стивеном Бентоном Элкинсом, Дэвис создал компанию «Угольную и коксохимическую компанию Дэвиса» (англ. Davis Coal and Coke Company) и привел ее к статусу одной из крупнейших угольных компаний в мире. Он боролся с попытками своих рабочих организовывать профсоюзы.
На съезде Демократической партии 1904 года Элтон Паркер был выдвинут кандидатом в президенты, а Дэвис – в вице-президенты. Дэвис был выбран прежде всего за его способность финансировать кампанию. В свои 80 лет он был самым старым кандидатом в истории крупных американских партий. Республиканская партия Теодора Рузвельта и Чарльза Фэрбенкса одержала победу с большим отрывом. После выборов Дэвис помог основать колледж Дэвиса и Элкинса и скончался в Вашингтоне, округ Колумбия, в возрасте 92 лет.